# 6A busz (Szekszárd)
A szekszárdi 6A  jelzésű autóbusz Autóbusz-állomás és Tót-völgy kapcsolatát látta el. Többnyire hétvégén közlekedett ilyenkor egy-egy járat a Belvárosi templomba igyekvők kiszolgálása érdekében a délelőtti órákban a Béla király téren is megállt. Régi elnevezése a 6-os busz volt, mely útvonala 2022 augusztus 28-tól 2023 augusztus 11-ig meghosszabbított útvonalon közlekedett. Korábban a vonalon, illetve elődjén csuklós buszok is közlekedtek, 2022. augusztus végétől azonban már csak szóló buszokkal végezték a városban a szolgáltatást.

## Története
A buszvonal ezzel az elnevezéssel majdnem 1 évig közlekedett 2022. augusztus 28-tól 2023. augusztus 11-ig. A vonal megmaradt, ugyan de visszakapta eredeti 6-os elnevezését.

## Útvonala
| Autóbusz-állomás - Nyomda - Béri Balogh Ádám u. - Otthon u. - Szőlőhegy - Tót-völgy: | Tót-völgy - Szőlőhegy - Otthon u. - Béri Balogh Ádám u. - Nyomda – Autóbusz-állomás: |
| --- | --- |
| - Autóbusz-állomás - Szent István tér - Béla király tér (Csak hétvégén délelőtt) - Széchenyi utca - Béri Balogh Ádám utca - Csatári torok - Otthon utca - 56-os számú út - Szőlőhegy utca - Tót-völgy | - Tót-völgy - Szőlőhegy utca - 56-os számú út - Otthon utca - Csatári torok - Béri Balogh Ádám utca - Széchenyi utca - Szent István tér - Béla király tér (Csak hétvégén délelőtt) - Autóbusz-állomás |

## Megállóhelyei
| sz. | megállóhely neve             | menetidő (perc) | menetidő (perc) | átszállási kapcsolatok | intézmények                                |
| --- | ---------------------------- | --------------- | --------------- | ---------------------- | ------------------------------------------ |
| 0   | Autóbusz-állomás             | 0               | 20              |                        | •Helyközi autóbusz-állomás\|•Vasút-állomás |
| 1   | Szent István tér             | 2               | 18              |                        |                                            |
| 2   | Nyomda                       | 3               | 16              |                        |                                            |
| 3   | Kórház                       | 5               | 15              |                        |                                            |
| 4   | Bakta köz                    | 6               | 14              |                        |                                            |
| 5   | Alsóvárosi temető            | 7               | 13              |                        |                                            |
| 6   | Baka István általános iskola | ∫               | 12              |                        |                                            |
| 7   | Csatári Üzletház             | 10              | 10              |                        |                                            |
| 8   | Csatár, harangláb            | 11              | 9               |                        |                                            |
| 9   | Otthon utca                  | 12              | 8               |                        |                                            |
| 10  | Otthon utca, vegyesbolt      | 13              | 7               |                        |                                            |
| 11  | Ebes-puszta                  | 14              | 6               |                        |                                            |
| 12  | Szeszfőzde                   | 15              | 5               |                        |                                            |
| 13  | Szőlőhegyi elágazás          | 16              | 4               |                        |                                            |
| 14  | Óvoda                        | 17              | 3               |                        |                                            |
| 15  | Szőlőhegy 94. sz.            | 18              | 2               |                        |                                            |
| 16  | Szőlőhegy 128. sz.           | 19              | 1               |                        |                                            |
| 17  | Tót-völgy                    | 20              | 0               |                        |                                            |